# Деканска висораван
Деканска висораван, или једноставно Декан, је пространа висораван у Индији, која обухвата већи део централне и јужну Индију.
Декан обухвата цело полуострво Индије јужно од планина Винђа, а висина му је 450-750 m.  Са запада је ограничен планинама Западни Гати док су на истоку Источни Гати. Ове две планине, заједно са Винђом, формирају три странице тругла који обухвата ову висораван.
Реч Декан је настала од санскритске речи Dakschina, што значи десно, односно по индијском схватању „јужни део света“. Претпоставља се да су ово име дали Аријевци, који су мигрирали са запада ка истоку, тако да им је Декан био на десној страни.
На тамилском Декан се назива такана, а на канада језику дакана. Језици канада и тамилски су језици већине житеља висоравни (Дравиди).
Главна пољопривредна култура на висоравни је памук, а гаје се и шећерна трска, пиринач. Река Годавари и њене притоке, као река Индравати, одводе воду са северног дела висоравни ка Бенгалском заливу. Река Кавери и река Кришна врше ту функцију на југу висоравни.

## Геологија
Висораван је претежно изграђена од базалта, екструзивне (изливне) магматске стене, која се протеже до Бхор Гата, недалеко од Карјата. Одређени сектори висоравни изграђени су од гранита, интрузивне (дубинске) магматске стене. 
Базалтне наслаге Декана формиране су масивном еруцпијом која се догодила крајем Креде, пре 67-66 милиона година. Неки палеонтолози сматрају да је ова ерупција била један од фактора масовног изумирања живог света на прелазу Креда-Палеоген.
Декан је богат минералима и рудама. У региону Чота-Нагпур пронађени су лискун и гвоздена руда. У региону Голконда има дијаманата, злата и других метала.

## Географија
Деканска висораван је топографски разнолика регија која се налази јужно од Гангшке равнице – простора који лежи између Арабијског мора и Бенгалског залива – и обухвата знатну област северно од ланца Сатпура, који се популарно сматра разграничењем између северне Индије и Декан. Висораван је са истока и запада омеђена Гатима, док је њен северни крај ланац Виндја. Просечна надморска висина Декана је око 600 m (2.000 ft), углавном нагнута ка истоку; његове главне реке, Годавари, Кришна и Кавери, теку од Западних Гата на исток до Бенгалског залива. Тируванамалај у Тамил Наду се често сматра јужном капијом висоравни Декан.
Планински ланац Западних Гата је веома масиван и блокира влагу из југозападног монсуна да стигне до висоравни Декан, тако да регион прима веома мало падавина. Источна висораван Декан је на нижој надморској висини која обухвата југоисточну обалу Индије. Његове шуме су такође релативно суве, али служе за задржавање кише и формирање потока који се уливају у реке које теку у басене, а затим у Бенгалски залив.
Већина река Деканске висоравни тече на југ. Већи део северног дела платоа дренира река Годавари и њене притоке, укључујући реку Индравати, почевши од Западних Гата и тече на исток ка Бенгалском заливу. Већину централне висоравни дренирају река Тунгабадра, река Кришна и њене притоке, укључујући реку Бима, која такође тече на исток. Најјужнији део висоравни одводи река Кавери, која извире у западним Гатима Карнатаке и савија на југ да би се пробила кроз брда Нилгири у острвском граду Шиванасамудра, а затим упада у Тамил Наду код водопада Хогенакал пре него што се улива у Стенлијев резервоар, са браном Метур која је створила резервоар и коначно се улила у Бенгалски залив.

## Економија
Деканска висораван је веома богата минералима и драгим камењем. Рудно богатство висоравни навело је многе низијске владаре, укључујући оне из династија Мауријан (4–2 век пре нове ере) и Гупта (4–6 век), да се боре за контролу над њом. Главни минерали који се овде налазе укључују угаљ, руду гвожђа, азбест, хромит, лискун и кијанит. Од марта 2011, откривена су велика лежишта уранијума у појасу Тумалапале и у басену Бима у Гоги у Карнатаки. Резерва уранијума у појасу Тумалапале обећава да ће бити једно од 20 најбољих открића резерви уранијума у свету.
Ниске падавине отежавале су пољопривреду све до увођења наводњавања. Тренутно, површина под култивацијом је прилично ниска, у распону од 60% у Махараштри до око 10% у Западним Гатима. Осим у развијеним пределима појединих речних долина, дупли усеви су ретки. Пиринач је доминантна култура у областима са великим падавинама, а сирак у областима са мало падавина. Други значајни усеви укључују памук, дуван, уљарице и шећерну трску. Кафа, чај, кокосови ораси, арека, црни бибер, каучук, индијски ораси, маниока и кардамом се широко узгајају на плантажама у брдима Нилгири и на западним падинама Западних Гата. Узгој јатрофе је недавно добио више пажње због подстицаја за јатрофу у Индији.